# Els professionals
Els professionals (títol original en anglès: The Professionals) és una pel·lícula estatunidenca dirigida per Richard Brooks i estrenada l'any 1966. Ha estat doblada al català.

## Argument
Grant, un magnat del petroli de Texas contracta a quatre veterans texans perquè rescatin a la seva dona, segrestada per una banda de mercenaris capitanejada per Jesús Raza, i el rastre de la qual s'ha perdut a l'altre costat de la frontera amb Mèxic.

## Comentaris
Basada en la novel·la A Mule for the Marquesa de Frank O'Rourke, aquest és un western crepuscular on l'aventura adquireix una dimensió de pessimisme vital realment commovedora. El film va renovar les esperances en un gènere que es trobava en hores baixes.	

## Repartiment
- Lee Marvin: Henry "Rico" Fardan
- Burt Lancaster: Bill Dolworth
- Robert Ryan: Hans Ehrengard
- Jack Palance: Jesus Raza
- Woody Strode: Jacob "Jake" Sharp
- Claudia Cardinale: Maria Grant
- Ralph Bellamy: Mr Grant